# Ronde van Qatar (mannen)

Routekaart van de Ronde van Qatar 2012

De Ronde van Qatar voor mannen was een meerdaagse wielerwedstrijd in Qatar die plaatsvond tussen 2002 en 2016. Tussen 2009 en 2016 vond er ook een wedstrijd voor vrouwen plaats.

## Geschiedenis
De wedstrijd werd tussen 2002 en 2016 jaarlijks aan het eind van januari of begin februari verreden en was daarmee, met onder andere de Tour Down Under, een van de openingswedstrijden van het wielerseizoen. Het parcours was vlak waardoor sprinters veel successen konden halen. Tom Boonen is met 22 rit- en 4 eindzeges recordhouder.
De organisatie was in handen van Amaury Sport Organisation. De Belgische oud-renner Eddy Merckx was medeorganisator. De Ronde van Qatar maakte sinds 2005 deel uit van het Aziatische continentale circuit, de UCI Asia Tour en zou vanaf 2017 deel uit gaan maken van de UCI World Tour. In december 2016, vijf weken voor de editie van 2017, werd bekend dat de ronde niet meer georganiseerd zal worden, vanwege geldgebrek.

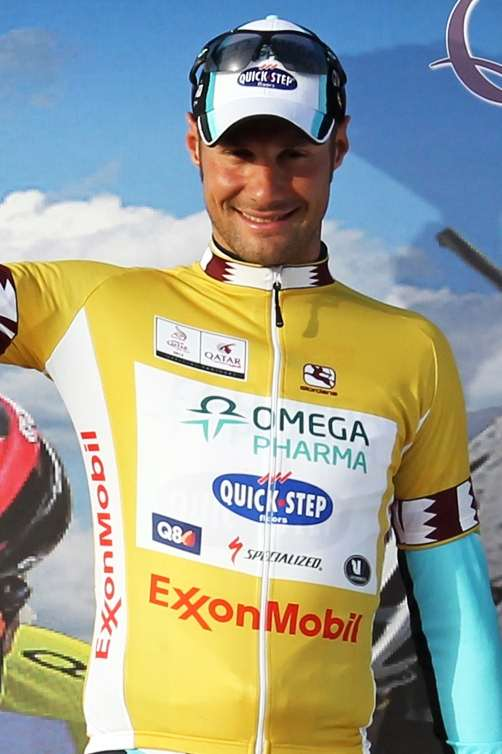
Tom Boonen met de gele trui in 2012.

De leider in het algemeen klassement verkreeg een gouden trui.
In navolging van de ronde van Qatar werden op het Arabische schiereiland meer rittenkoersen georganiseerd: de Ronde van Oman vanaf 2010, de Ronde van Dubai vanaf 2014 en de Ronde van Abu Dhabi vanaf 2015. In oktober 2016 werden in de hoofdstad van Qatar, Doha, de wereldkampioenschappen wielrennen 2016 georganiseerd.

## Erelijst

### Etappe-overwinningen
| Meeste etappe-overwinningen            | Meeste etappe-overwinningen | Meeste etappe-overwinningen | Meeste etappe-overwinningen |
| -------------------------------------- | --------------------------- | --------------------------- | --- |
| 1                                      | Tom Boonen                  | BEL                         | 22 etappezeges |
| 2                                      | Mark Cavendish              | GBR                         | 9 etappezeges |
| 3                                      | Alexander Kristoff          | NOR                         | 6 etappezeges |
| 4                                      | Alberto Loddo               | ITA                         | 3 etappezeges |
| 4                                      | Robert Hunter               | RSA                         | 3 etappezeges |
| Belgische en Nederlandse overwinningen |                             |                             | |
| 1                                      | Stefan van Dijk             | NED                         | 2003: 3e etappe |
| 2                                      | Servais Knaven              | NED                         | 2003: 5e etappe |
| 3                                      | Tom Boonen                  | BEL                         | 2004: 2e etappe 2005: 1e en 2e etappe 2006: 1e, 2e, 3e en 5e etappe 2007: 2e, 3e, 4e en 6e etappe 2008: 2e, 3e en 6e etappe 2009: 3e etappe 2010: 3e en 5e etappe 2011: 1e etappe 2012: 1e en 4e etappe 2014: 2e en 4e etappe |
| 4                                      | Greg Van Avermaet           | BEL                         | 2007: 5e etappe |
| 5                                      | Geert Steurs                | BEL                         | 2010: 2e etappe |
| 6                                      | Lars Boom                   | NED                         | 2011: proloog |
| 7                                      | Niki Terpstra               | NED                         | 2014: 1e etappe 2015: 3e etappe |

### Meervoudige winnaars
| Overwinningen | Renner         | Land                | Jaren                     |
| ------------- | -------------- | ------------------- | ------------------------- |
| 4             | Tom Boonen     | België              | 2006 + 2008 + 2009 + 2012 |
| 2             | Niki Terpstra  | Nederland           | 2014 + 2015               |
| 2             | Mark Cavendish | Verenigd Koninkrijk | 2013 + 2016               |

### Overwinningen per land
| Overwinningen | Land                                                  |
| ------------- | ----------------------------------------------------- |
| 5             | België                                                |
| 3             | Nederland                                             |
| 2             | Verenigd Koninkrijk                                   |
| 1             | Australië, Denemarken, Duitsland, Italië, Zuid-Afrika |

Mannen:
2002 · 
2003 · 
2004 · 
2005 · 
2006 · 
2007 · 
2008 · 
2009 · 
2010 · 
2011 · 
2012 · 
2013 · 
2014 · 
2015 · 
2016

Vrouwen:
2009 · 
2010 · 
2011 · 
2012 · 
2013 · 
2014 · 
2015 · 
2016
2005 · 
2006 · 
2007 · 
2008 · 
2009 · 
2010 · 
2011 · 
2012 · 
2013 · 
2014 ·
2015 ·
2016 ·
2017 ·
2018 ·
2019 ·
2020 ·
2021 ·
2022 ·
2023 · 
2024 · 
2025
Belangrijkste wedstrijden

Ronde van Hainan · Japan Cup · Ronde van Sharjah · Ronde van het Taihu-meer · Ronde van Fuzhou · Ronde van Dubai · Ronde van Qatar · Ronde van Oman · Ronde van Langkawi · Ronde van Taiwan · Ronde van Iran · Ronde van Japan · Ronde van Korea · Ronde van het Qinghaimeer · Ronde van China I · Ronde van China II · Ronde van Almaty